# Boeing Phantom Ray
El Boeing Phantom Ray (en español: "Raya Fantasma") es un demostrador estadounidense de vehículo aéreo de combate no tripulado (UCAV) furtivo, desarrollado por Boeing con fondos propios de la compañía. El autónomo Phantom Ray es un ala volante del tamaño de alrededor de un caza convencional, y voló por primera vez en abril de 2011. Realizaría un programa de vuelos de pruebas que incluirían misiones de vigilancia, ataque a tierra y reabastecimiento en vuelo autónomo. Los desarrolladores dicen que puede llevar más de 2041 kg de carga.

## Diseño y desarrollo

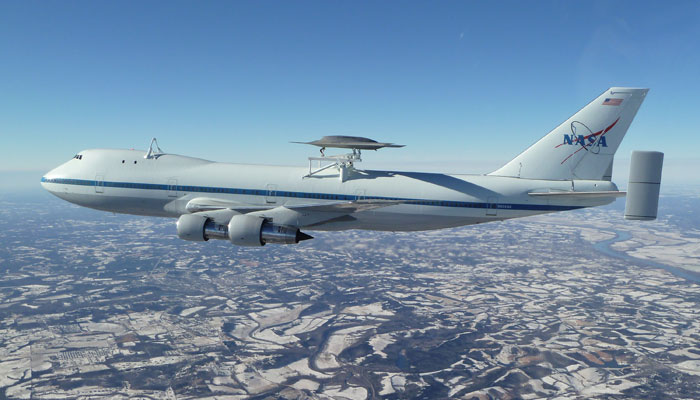
El Phantom Ray siendo trasportado en el Shuttle Carrier Aircraft en Misuri en diciembre de 2010.

El proyecto Phantom Ray, llamado "Proyecto Reblue" internamente en Boeing, fue concebido inicialmente a mitad de 2007, y comenzó en serio en junio de 2008. El proyecto fue secreto dentro de la empresa, excepto para un pequeño número de ejecutivos e ingenieros, hasta mayo de 2009.
Desarrollado por los Boeing Phantom Works, el Phantom Ray está basado en el avión prototipo X-45C, que Boeing desarrolló originalmente para el programa Conjunto de Sistemas Aéreos No Tripulados (Joint Unmanned Combat Air Systems (J-UCAS)) de la Agencia de Proyectos de Investigación Avanzados de Defensa (DARPA), la Fuerza Aérea y la Armada estadounidenses, en 2002. El Phantom Ray no estaba orientado hacia ningún programa militar o competición en particular, sino que Boeing pudo usar el diseño como avanzadilla para el programa Vigilancia y Ataque No Tripulado Embarcado (Unmanned Carrier-Launched Surveillance and Strike (UCLASS)) de la Armada estadounidense.
El Phantom Ray fue revelado el 10 de mayo de 2010, en San Luis, Misuri. En noviembre de 2010, se realizaron pruebas de carreteo de baja velocidad en San Luis. El avión demostrador iba a realizar diez vuelos de prueba en seis meses, afrontando misiones tales como inteligencia, vigilancia y reconocimiento; supresión de defensas aéreas enemigas; búsqueda y destrucción; ataque electrónico; cazador/asesino; y reabastecimiento en vuelo autónomo. Boeing adelanta que el Phantom Ray será el primero de una serie de nuevos aviones prototipos.
Se programó que el Phantom Ray realizara su primer vuelo en diciembre de 2010 desde el Centro Dryden de Investigaciones de Vuelo de la NASA, pero luego fue reprogramado, y el avión voló por primera vez el 27 de abril de 2011, desde la Base de la Fuerza Aérea Edwards, habiendo sido trasladado allí por el Boeing 747 Shuttle Carrier Aircraft. El Phantom Ray voló a 2286 m y alcanzó una velocidad de 329,66 km/h, volando un total de 17 minutos.

## Especificaciones
Los valores del X-45 están marcados con un asterisco (*).
Referencia datos: Debut, Boeing backgrounder, Boeing X-45 page

### Características generales
- Tripulación: Ninguna (UCAV)
- Longitud: 11 m (36 ft)
- Envergadura: 15,2 m (50 ft)
- Peso máximo al despegue: 16 556,1 kg (36 489,7 lb)
- Planta motriz: 1× turbofán General Electric F404-GE-102D.

### Rendimiento
- Velocidad crucero (Vc): Mach 0,93
- Alcance: 2414 km (1303 nmi; 1500 mi) *
- Techo de vuelo: 12 192 m (40 000 ft) *

## Aeronaves relacionadas

### Aeronaves similares
- Northrop Grumman X-47B
- Dassault nEUROn
- DRDO AURA
- BAE Taranis
- MiG Skat
- EADS Barracuda